# 1887 a tudományban
Az 1887. év a tudományban és a technikában.

## Technika
- Herman Hollerith szabadalmaztatja lyukkártyás statisztikai adatfeldolgozó gépét

## Születések
- április 22. – Harald Bohr dán matematikus, fizikus († 1951)
- június 22. – Julian Huxley angol biológus, zoológus, szakíró († 1975)
- augusztus 12. – Erwin Schrödinger Nobel-díjas osztrák fizikus, a kvantummechanika egyik „atyja” († 1961)
- augusztus 23. – Fridrih Cander orosz, szovjet rakétamérnök és űrhajózási szakértő, aki nagyban hozzájárult az űrhajózási elmélet fejlesztéséhez († 1933)
- szeptember 13. – Leopold Ružička Nobel-díjas (megosztva) horvát-svájci kémikus († 1976)
- október 6. – Le Corbusier svájci francia építész, teoretikus, a 20 század egyik legnagyobb hatású építőművészeti személyisége († 1965)
- november 23. – Henry Moseley angol fizikus († 1915)
- december 13. – Pólya György (George Pólya) magyar matematikus, fizikus és metodológus, a heurisztika kidolgozója († 1985)

## Halálozások
- március 2. – August Wilhelm Eichler német botanikus (* 1839)
- március 12. – Gustav Robert Kirchhoff német fizikus (* 1824)
- augusztus 16. – Julius von Haast német geológus  (* 1822)
- augusztus 19. – Spencer Fullerton Baird amerikai természettudós, ornitológus, ichthiológus (* 1823)
- november 18. – Gustav Fechner német fiziológus, természetfilozófus (* 1801)